# Конгрес за демократію і прогрес
Конгрес за демократію і прогрес (Congrès pour la Démocratie et le Progrès, CDP) — урядова політична партія в Буркіна-Фасо. З 2012 року головою партії є Ассімі Куанда.
Партія була заснована у лютому 1996 року.
Після відновлення інституції прем'єр-міністра 1992 року всі голови уряду Буркіна-Фасо є представниками партії. партія також має більшість місць у парламенті.
На парламентських виборах 2007 року партія виборола 73 з 111 місць у парламенті.
На президентських виборах 13 листопада 2005 року кандидат від партії Блез Компаоре переміг із 80,35% голосів виборців.